# Daniel Muñoz (actor)
Daniel Patricio Muñoz Bravo (San Fernando, O'Higgins, 11 de febrero de 1966) es un actor, comediante y músico chileno.
Su extenso currículo lo ha consagrado como uno de los actores más importantes de su país. Es famoso tanto por sus personajes cómicos en la televisión chilena —como El Efe, El Malo, El Chanta, El Shá!  y El Carmelo— como por papeles más dramáticos en cine y televisión —destacando su protagónico Juan Herrera en la aclamada Los 80 de Canal 13, el detective privado Donovan Huaiquimán en la también serie de Canal 13, Huaiquimán y Tolosa, Juan "Lennon" en la película El chacotero sentimental, el ladrón Chavelo en el filme Taxi para tres, y como Salvador Allende en Allende en su laberinto.

## Biografía
Daniel Patricio Muñoz Bravo nació en San Fernando y estudió en la escuela de teatro de la Universidad de Chile, egresando en el año 1988 con la obra "El alma buena de Se Chuan". Vivió su infancia junto a su abuela su tía, su madre y su hermana. Sus padres se divorciaron cuando tenía 11 años.
Sus raíces musicales comienzan en la niñez luego de que su abuela lo insertara en el mundo de la cueca y el folklor.
Al entrar a estudiar Teatro en la Universidad de Chile es apodado por sus compañeros como el Colchagüino debido a sus raíces campestres.
Se casa por primera vez con Enoe Carolina Coulon a fines de los 80, quien tendría a su primera hija: Lilamaría.
En un viaje a Berlín junto a la compañía de Teatro Sombrero Verde conoce a Hedrum Breier pareja con la cual tiene un hijo el año 1998: Gabriel.
Fue elegido como el mejor actor en el Festival Iberoamericano de Cine de Bolivia (2002) y ganador de un premio APES por su rol en el filme Taxi para Tres. También participó en las cintas Historias de fútbol y El Chacotero Sentimental, logrando éxito internacional.
En teatro se ha destacado por sus roles en las obras Jesús se subió al Metro, El desquite y Sor María Ignacio lo cuenta todo para usted, entre otras.

## Carrera artística

### Actuación

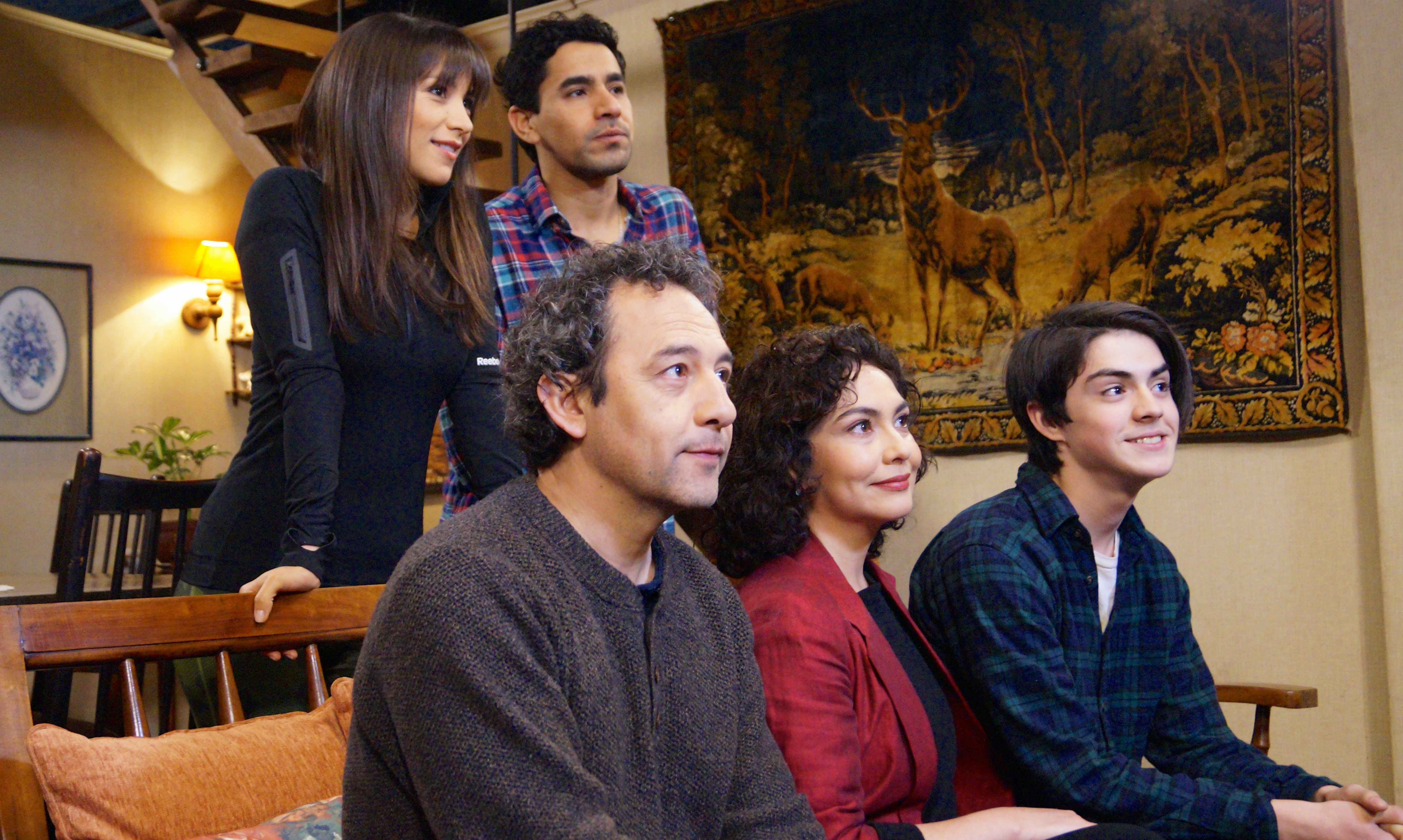
Muñoz junto al reparto de la familia Herrera de Los 80

Su primer contacto con la actuación fue en el colegio cuando se integrara a un taller de teatro. En ese entonces ya presentaba aptitudes innatas para lo que sería su futura carrera.
En la primera obra en la que participó fue la  Celestina como obra de egreso de primer año de universidad. Gracias a esta interpretación obtuvo el reconocimiento de sus compañeros y de los profesores.
En 1987 se presenta al casting para el programa Sábados gigantes en donde buscaban a un joven actor para interpretar a un personaje humorístico. Es en ese momento cuando nace su primer personaje reconocido y aclamado por el público; El EFE un joven que aparenta ser más popular y útil de lo que realmente es. Tal fue el éxito y la fama del personaje que la gente lo reconocía en las calles e incluso llegó a protagonizar una propaganda publicitaria y un comercial de televisión caracterizado como este personaje, lo cual generó una situación de incomodidad en el actor que gatilló en dejar la televisión para dedicarse al teatro.
En 1992 se integra al elenco del reformado Jappening con Ja en Megavisión. Donde daba vida al hijo de Willy Zañartu y la Señora Pochi, Willy Zañartu Jr. o "Willito", a un pizzero que nunca podía realizar la entrega ya que aparecía en distintos lugares semana a semana y a "Ivan Zamorano" en la parodia a un comercial de vinos muy popular en la época. Ahí estuvo hasta fines de la temporada 1993.   
En 1997 aparece en el programa humorístico Na' que ver con Chile en donde nace otra de sus interpretaciones más famosas: El Malo, un joven marginal. La popularidad del personaje hizo que fuera reclutado para el Festival de la canción de Viña del Mar del año 2000 en donde se presentó al personaje por última vez. Eso hasta el año 2010 cuando apareció en un comercial del gobierno que advierte del cuidado de las contraseñas e información confidencial de los usuarios de bancos ante el masivo robo de información.
Un año después crearía al Carmelo en donde rescataba sus raíces de campo. Es junto al Carmelo donde comienza su acercamiento directo con la cueca. El Carmelo logró transformarse en fenómeno popular por lo que nuevamente es invitado a la Quinta Vergara.
Sin embargo su consolidación actoral llegaría el 2008 de la mano del personaje de Juan Herrera, un padre de clase media que tiene que sostener a sus tres hijos y esposa durante la dictadura militar en los años 80 en Chile. Gracias a este personaje ha cosechado dos premios Altazor como mejor actor, a su vez ha consolidado la serie convirtiéndola en objeto de culto para el público.

### Música

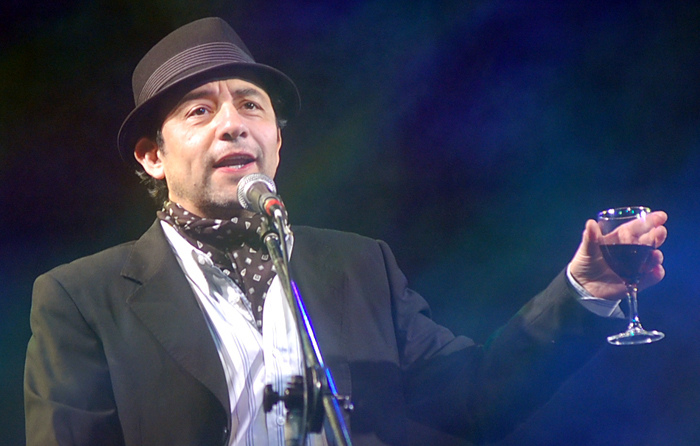
Daniel Muñoz cantando cuecas bravas en Maipú (2010).

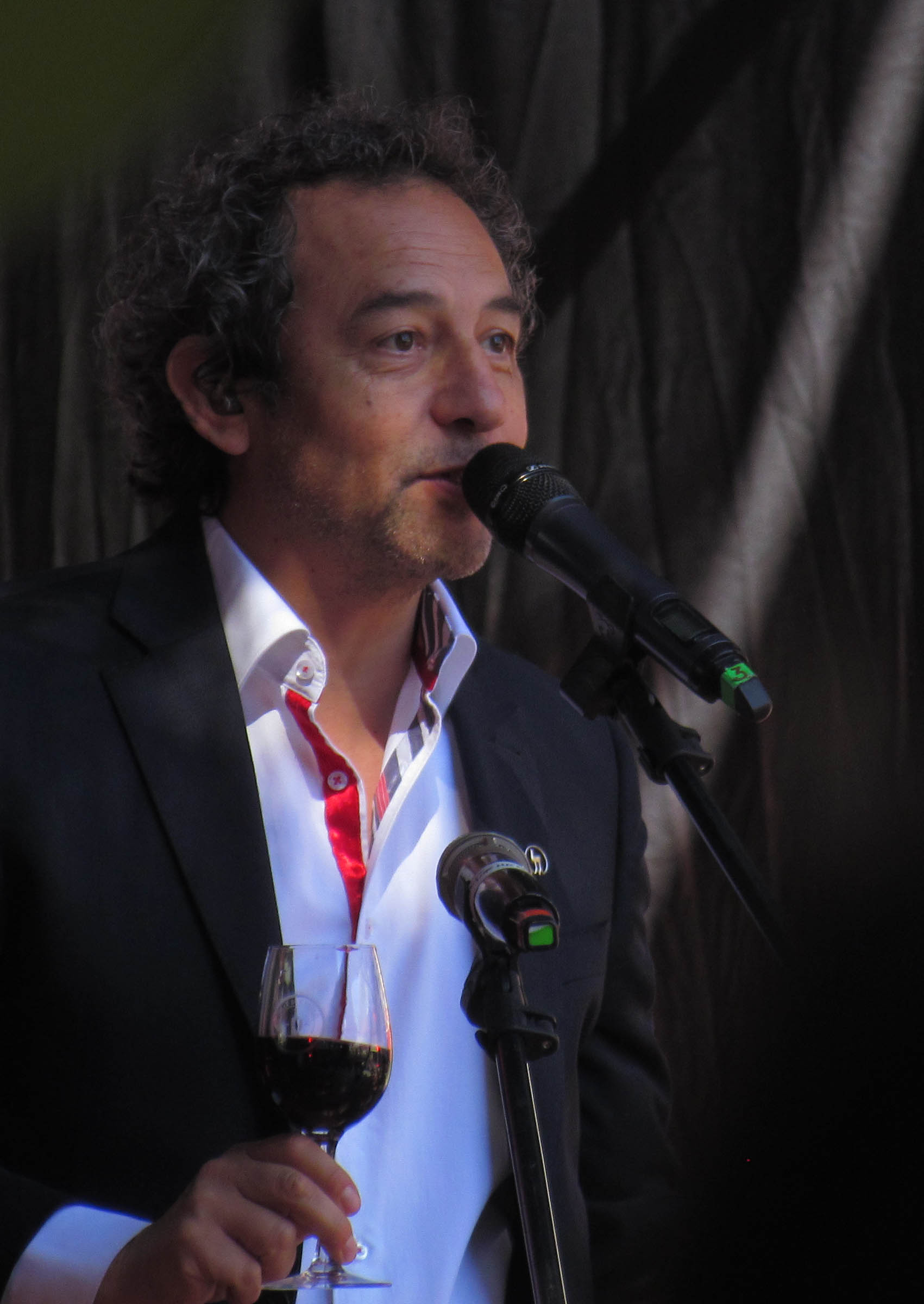
Muñoz cantando cuecas en la Fiesta de la Vendimia 2016

También ha incursionado en el ámbito musical, como cantante de cueca brava, siendo vocalista del grupo 3x7 Veintiuna.
En el "Cuecazo del Roto Chileno" de 2002 conoció a Félix Llancafil, voz de Los Chacareros de Paine. El trabajo de Muñoz en discos de Los Chileneros, Los Tricolores y Héctor Pavez sirvió como respaldo artístico para unirlo a Llancafil, quien está a cargo de la voz y el acordeón en 3 x 7 Veintiuna, desde el año 2005. La agrupación promueve un tipo de cueca urbana elegante y de combate.
El año 2005 lanzaron su primer trabajo discográfico llamado Cuecas como las canta el roto el cual incorpora composiciones de gente como Fernando González Marabolí y Nano Nuñez e incluyó tres de las cuecas escritas por Pablo Neruda en tributo a Manuel Rodríguez.
El año 2007 son invitados al Festival del Huaso de Olmué. El mismo año lanzan su segundo trabajo discográfico llamado La Otra Patita.
Finalmente su tercer trabajo de estudio, Al compás del 6 x 8, sería la consolidación de la agrupación en la escena musical nacional. La aclamación de la crítica lo llevaría a ganar un premio Altazor el 2010 como «mejor álbum de música tradicional o de raíz folclórica».
El año 2012 vuelve a pisar la Quinta Vergara, en la tercera jornada del Festival de Viña del Mar.

## Filmografía
Algunos de los trabajos protagonizados por el actor han sido las siguientes:
| Cine - Historias de fútbol - El desquite - El chacotero sentimental - Taxi para Tres - Un regalo para el alma - Azul y Blanco - Casa de remolienda - Radio Corazón - Sentados frente al fuego - El cordero - Allende en su laberinto - Mi amigo Alexis - El fantasma | Televisión - Top secret - Huaiquimán y Tolosa - Los 80 - Vida por vida - Príncipes de barrio - Zamudio: Perdidos en la noche - Un Diablo Con Ángel - Ramona - Si yo fuera rico - La vida simplemente - Berko: el arte de callar - La Jauría - El presidente - 42 días en la oscuridad |

## Discografía

### Con3x7 Veintiuna
Álbumes de estudio
- 2006 - Cuecas como las canta el roto
- 2007 - La otra patita
- 2009 - Al compás del 6 x 8
- 2011 - Viejos lindos... pero cuando eran guaguas

Álbumes en vivo
- 2010 - En vivo... pa' los vivos

### ConLos Marujos
Álbumes de estudio
- 2013 - Cueca
- 2015 - Tirando Patá

### ConLos 30 Pesos
Álbumes de estudio
- 2020 - Crónicas de una revuelta

## Vídeos musicales
| Año  | Título | Artista     |
| ---- | ------ | ----------- |
| 2008 | Fiesta | Los Bunkers |
| 2023 | El fin | Akaru Pinto |

## Premios y nominaciones

### Premio APES
| Año  | Categoría   | Película       | Resultado |
| ---- | ----------- | -------------- | --------- |
| 2002 | Mejor actor | Taxi para Tres | Ganador   |

### Premios Altazor

#### Artes audiovisuales
| Año  | Categoría                | Trabajo                                | Resultado | Referencia |
| ---- | ------------------------ | -------------------------------------- | --------- | ---------- |
| 2000 | Mejor actor - Cine       | El desquite / El chacotero sentimental | Ganador   | [ 6 ]      |
| 2002 | Mejor actor - Cine       | Taxi para Tres                         | Nominado  | [ 7 ]      |
| 2007 | Mejor Actor - Televisión | Huaquimán y Tolosa                     | Ganador   | [ 8 ]      |
| 2008 | Mejor actor - Cine       | Radio Corazón                          | Nominado  | [ 9 ]      |
| 2009 | Mejor actor - Televisión | Los 80: 1° temporada                   | Ganador   | [ 10 ]     |
| 2010 | Mejor actor - Televisión | Los 80: 2° temporada                   | Ganador   | [ 11 ]     |
| 2011 | Mejor actor - Televisión | Los 80: 3° temporada                   | Nominado  |            |
| 2012 | Mejor actor - Televisión | Los 80: 4° temporada                   | Nominado  |            |

#### Artes escénicas
| Año  | Categoría            | Trabajo                 | Resultado | Referencia |
| ---- | -------------------- | ----------------------- | --------- | ---------- |
| 2004 | Mejor actor - Teatro | Jesús se subió al metro | Nominado  |            |
| 2006 | Mejor actor - Teatro | Cocinando con Elvis     | Ganador   | [ 12 ]     |

#### Artes musicales
| Año  | Categoría                               | Trabajo                                   | Resultado | Referencia |
| ---- | --------------------------------------- | ----------------------------------------- | --------- | ---------- |
| 2008 | Música tradicional o de raíz folclórica | La otra patita                            | Nominado  |            |
| 2010 | Música tradicional o de raíz folclórica | Al compás del 6 x 8                       | Ganador   | [ 13 ]     |
| 2012 | Música tradicional o de raíz folclórica | Viejos lindos... pero cuando eran guaguas | Nominado  |            |